# نیروی تک‌نفره
نیروی تک‌نفره (به انگلیسی: A Force of One) یک فیلم رزمی و اکشن آمریکایی محصول سال ۱۹۷۹ با بازی چاک نوریس، جنیفر اونیل، ران اونیل، کلو گولگر و بیل والاس همراه می‌باشد. این فیلم توسط پل آرون کارگردانی شده‌است.

## بازیگران
- چاک نوریس . . . مت لوگان
- جنیفر اونیل . . . . آماندا «مندی» زن
- کلو گولگر . . . . دون
- ران اونیل . . . رولینز[۶]
- بیل والاس . . . جرقه‌ها
- اریک لانوویل . . . . چارلی لوگان
- جیمز ویتمور جونیور .. . . موسکوویتز
- کلینت ریچی . . . ملووز
- پپه سرنا . . . . اورلاندو
- ری ویت . . . نیوتن
- تیلور لاچر . . . اسقف
- لیزا جیمز . . . هریت
- چو چو مالاوه . . . رودی
- کوین گیر . . . جانسون
- یوجین باتلر . . . مورفی[۷][۸][۹]